# Sowerbyella angustispora
Sowerbyella angustispora är en svampart som beskrevs av J.Z. Cao & J. Moravec 1988. Sowerbyella angustispora ingår i släktet Sowerbyella och familjen Pyronemataceae.   Inga underarter finns listade i Catalogue of Life.